# Агрон (мифология)
Агро́н (др.-греч. ’Άγρων) — в греческой мифологии житель острова Кос в Эгейском море. Он был сыном Евмела и внуком царя Коса Меропа, имел сестёр Меропиду и Биссу.

## Мифология
Агрон и его сёстры обрабатывали поля и собирали богатые урожаи, потому что работали усердно и почитали Гею, как единственную богиню. Они не признавали других божеств и никогда не посещали праздники, посвящённые им. Когда сестёр Агрона попросили принести жертву для богини Афины, он сказал, что это будет неуместно, так как богиня сероглаза, а у его сестёр чёрные глаза. Кроме того, по его словам, сова (а Афина, как считали, обладала совиными глазами) была для него ненавистной птицей. Когда их пригласили на праздник Артемиды, он заявил, что презирает богиню, которая бродит по ночам. Когда же дело дошло до почитания Гермеса, он сказал, что не уважает бога, который был вором.
Афина, Артемида и Гермес были за это очень злы на него и всю их семью. И вот однажды вечером они, приняв человеческое обличие, пришли к Евмелу и его детям, представились пастухом с дочерьми,  поприветствовали их и пригласили Евмела и Агрона на праздник, посвящённый Гермесу. Дочерей же попросили прийти в священную рощу на ритуалы в честь Афины и Артемиды. Меропида дала презрительный ответ и была превращена в домового сыча, а Бисса обратилась в чайку. Агрон же бросился на Гермеса с вертелом и был обращён им в ржанку. Евмел, наблюдавший за этим, проклял Гермеса и превратился в ушастую сову.
У Псевдо-Гигина описывается похожая история, которая также произошла на острове Кос, но не с Евмелом и его детьми, а с отцом Евмела царём Меропом и его женой. В этом рассказе жена Меропа, нимфа по имени Эфимия, оскорбила Артемиду и в наказание за это была живьём низвергнута в царство Аида. Её убитый горем муж превратился в орла, а тот, в свою очередь, перенёсся на небо и стал созвездием.